# Дорога без возврата (рок-опера)
«Дорога без возврата» — российская фэнтези-рок-опера группы «ESSE» по мотивам саги «Ведьмак» Анджея Сапковского.
На основе рок-оперы поставлен одноимённый фэнтези-мюзикл.
Премьера мюзикла состоялась 14 ноября 2009 года на сцене Областного Дома Народного Творчества г. Ростова-на-Дону. «Дорога без возврата» исполняется группой «ESSE» на концертах с полноформатной сценической постановкой в двух действиях с антрактом. Рок-опера записана в студии группы «ESSE» и опубликована в нескольких аудио- и видео-версиях.
На основе сценической постановки рок-оперы снят полнометражный фильм-мюзикл.
В сценографии задействованы вокалисты группы «ESSE», танцоры ростовского клуба шотландского танца «Tartan butterfly» и ещё более 30 актёров — участников ростовских ролевых клубов. Музыкальная основа оперы — симфо-рок, рок, средневековая музыка, классическая музыка, элементы джаза, европейский фолк, фэнтезийные мотивы

## Аннотация
Чародеи и чудовища, эльфы и люди, весь мир брошен колдуном Вильгефорцем на алтарь войны, истоки которой лежат в древнем пророчестве о гене старшей крови. Возродившись, этот ген даст его обладателю власть над временем и мирами. Чародей жаждет власти, и мир погибнет, если принцесса Цирилла с помощью ведьмака Геральта из Ривии (мутанта — профессионального охотника за монстрами), и его возлюбленной — чародейки Йеннифэр, пройдя через тяжёлые испытания, не завоюет право быть свободной…

### Литературная основа
Сага о «Ведьмаке» Анджея Сапковского.
- Дорога без возврата
- Последнее желание
- Меч Предназначения
- Кровь эльфов
- Час Презрения
- Крещение огнём
- Башня Ласточки
- Владычица Озера

## Сюжет
| Сюжет рок-оперы «Дорога без возврата» (кликните «Показать») | Сюжет рок-оперы «Дорога без возврата» (кликните «Показать») | Сюжет рок-оперы «Дорога без возврата» (кликните «Показать») |
| Фото                                                        | Сюжет | Иллюстрация                                                 |
| ----------------------------------------------------------- | --- | ----------------------------------------------------------- |
| «Пророчество Итлины»                                        | Место действия оперы — Земля до ледникового периода. Землю населяют люди, эльфы, гномы, драконы, но есть и чудовища, угрожающие самой жизни: выверны, бруксы, но самое страшное чудовище — человек. Началась эта история задолго до рождения главных героев… Давным-давно, на земле, населенной эльфами и гномами, появились люди. С каждым годом их становилось все больше. Коренные обитатели были вынуждены покидать свои земли… Началась война. Жестокая и кровопролитная. Но, вопреки вражде между расами, среди всеобщей ненависти и презрения, эльфийская колдунья Лара Доррен Аэп Шиаддаль и чародей-человек Крегеннан из Леда полюбили друг друга. Счастье их было недолгим, соплеменники не простили «измену расе». Лара и Крегеннан были убиты, но их дочь — носитель гена «старшей крови» — осталась жива. Согласно «Пророчеству Итлины» этот ген возродится в одном из потомков, и тот, в ком он проявится, станет разрушителем мира и построит новый мир, новую реальность. |                                                             |
| «Ласточка»                                                  | Спустя двести лет ген старшей крови проявился в цинтрийской княжне Цирилле (Ласточке). Именно она должна стать матерью разрушителя старого и создателя нового мира. Девочка стала мишенью для всех, кто хотел чтобы новый мир принадлежал им. Могущественный чародей Вильгефорц из Роггевеена инициирует войну между княжеством Цинтра и империей Нильфгаард. Его главная цель — захват Цинтрийской княжны. С этим заданием в штуре участвует нильфгаардский рыцарь — Кагыр аэп Кеаллах. Цинтра пала, принцесса Цири захвачена Нильфгаардцем, но Кагыр не выполнил приказа Вильгефорца и оставил девочку в лесу. Цирилле удается бежать из поверженной врагом Цинтры и найти приют в семье крестьян. |                                                             |
| «Эсси»                                                      | Геральт встречает старого друга — барда Лютика. От него Геральт узнает о трагедии в Цинтре. Заодно Бард рассказывает ведьмаку о смерти Эсси Давен — девушки-менестреля, с которой у Геральта был мимолетный роман. Но для самой Эсси их отношения были очень важны, девушка любила Геральта самой чистой и теплой любовью, но ведьмак не смог забыть Йеннифэр, чародейку, с которой его связывало не только предназначение, но и любовь. Уходя, он подарил Эсси жемчужину, которую девушка хранила как память о своей любви. Во время эпидемии чумы Эсси ухаживает за больными людьми, но заболевает и умирает сама. Теперь Лютик, исполняя последнюю просьбу девушки, возвращает ведьмаку его подарок. |                                                             |
| «Геральт»                                                   | Геральт, рассказывает барду историю рождения Цириллы, и её роль предначертанную ей в пророчестве Итлины. С княжной он связан правом неожиданности и ведьмак должен был забрать девочку из семьи, и взрастить из неё ведьмака, но вопреки предназначению Геральт отказался от своего права и оставил её в семье. Предназначение плетет свои кружева, и это решение Геральта привело лишь к трагедии страны, и не смогло уберечь Цириллу от беды. Узнав от друга, барда — Лютика, о начавшейся войне и захвате Цинтры, Ведьмак винит себя за то, что оставил ребёнка в Цинтре. Геральт устремляется на её поиски, но на руинах сожженной страны не находит «Ласточку»… В пути Лютик подвергается нападению чудовища. Геральт убивает монстра, но Лютик ранен, и ему требуется помощь чародея. Геральт несет друга к Йеннифэр. Чародейка излечивает барда, но эта встреча с ведьмаком становится лишь очередным поводом для нового эпизода в бесконечном ряду прощаний. Геральт, сидя у ночного костра с Лютиком, понимает, что с потерей Цириллы он лишился чего-то очень важного, понимает что мог бы помочь, если бы захотел, а теперь все потеряно. В этот момент появляется незримый дух Эсси, и внушает ведьмаку новую надежду. Брошенная в лесу Цирилла не погибла. Её приютила семья крестьян, где её и через некоторое время находит Геральт. Осознавая, что предназначение не обмануть, ведьмак решает спрятать девочку от опасностей в замке Каэр-Морхен — древней обители ведьмаков и заодно научить защищаться. В Каэр-Морхене у ребёнка открывается волшебный дар — сила, которую она не может контролировать самостоятельно. Опасаясь за Цири, Геральт обращается за помощью к Йеннифэр, которая обучает девочку основам искусства чародейки, и предлагает Геральту передать её для дальнейшего обучения в школу чародеек в Аретузе на острове Таннедд, где кроме школы юных чародеек находился дворец совета чародеев, главой которого был уже известный зрителю Вильгефорц из Роггевеена. Эту же школу много лет назад закончила и сама Йеннифэр. |                                                             |
| «Шаэрраведд»                                                | Дорога Цири и Геральта к Таннедду проходила через руины древнего эльфийского города — Шаэрраведда. Город был разрушен потерпевшими поражение в войне с людьми эльфами, не желавшими, чтоб их город достался врагу-победителю. Спустя столетие молодые эльфы под предводительством Аэлиренн (Элирены) пытались вернуть себе руины, и возродить былое величие города, но бунт был жестоко подавлен людьми. Все участники восстания были убиты, а древние руины стали символом борьбы, тем местом, куда эльфы по сей день приходят дать клятву не жалеть жизни ради свободы. Цирилла видит эльфов-повстанцев, приносящих клятву у могилы Элирены, видит в их ритуальном танце ожившие картины истребления воевавших под её началом. Видит в новых воинах ожившие призраки прошлой войны, тени незабытого горя и отблеск надежды… Здесь, на руинах мертвого города, Цири понимает цену нейтралитета, о котором твердит ведьмак, и ужас войны между эльфами и людьми. | .                                                           |
| «Йеннифэр»                                                  | Йеннифэр (прообраз снежной королевы) как и многие чародейки — бесплодна. Она ищет возможность получить свою долю тепла и счастья материнства. У неё множество любовников, но нет любви. Как и все чародеи, Йеннифэр живёт в мире полном интриг и ненависти. Лишь память из детства хранит светлые моменты в жизни, жизни наполненной встречами без надежды, и расставаниями без сожалений. В её памяти оживает девочка-горбунья, отданная на обучение в школу чародеек, юная ученица Аретузы, лишенная простых человеческих чувств и радостей обычных детей, девушка — колдунья, заплатившая за обладание даром волшебницы утратой способности к деторождению. А в реальности — есть прекрасная женщина, которая иногда уезжает в свой замок Венгерберг с тем, кому выпало несчастье полюбить королеву зимы, с тем, кто обречён превратить своё сердце в осколок льда, в тщетной попытке отогреть ледяное сердце любимой. Однажды этот жребий выпал ведьмаку — Геральту.. |                                                             |
| «Башня Чайки»                                               | Вильгефорц с помощью эльфов-мятежников готовит предательство во время предстоящего совета чародеев, капитулом которого он являлся. По его плану, верные королям чародеи должны были погибнуть, а доставленная прямо к нему в руки Цири уже не сможет избежать прописанной ей чародеем участи. Во время бала, предваряющего совет, Вильгефорц блокирует магические способности чародеев, а эльфы-повстанцы проникают в зал и убивают всех, кто пытается сопротивляться. Победа уже практически в руках, но Вильгефорц просчитался. Цири удалось войти в портал «Башни Чайки» и исчезнуть с охваченного кровавым мятежом острова. Геральт ранен в бою Вильгефорцем, и дриады переносят его в древний лес Брокилон для лечения. Йеннифэр заколдовывают в куклу и выносят из «Башни Чайки» чародейки, которые ведут свою собственную интригу связанную с принцессой и её даром. |                                                             |
| «Час презрения»                                             | Предательство Вильгефорца привело к непоправимым последствиям. Началась новая война — Пробил «Час Презрения», о котором шла речь в пророчестве Итлины. Нильфгаард захватывает королевства одно за одним. Кровь и презрение заполнили чашу человеческого терпения. Вильгефорц видит путь, видит кажущийся ему единственным выход — стать единственным правителем мира, и сделать мир таким, каким его видит он сам. |                                                             |
| «Это зря»                                                   | К Геральту в лес Брокилон приходят Лютик, высший вампир-абстинент Эмиэль Регис и нильфгаардец-Кагыр аэп Кеаллах. Геральт узнал, что портал, в который вошла Цирилла, искажен, и вместо «мифической» башни «Ласточки» мог забросить принцессу куда угодно. Ведьмак и его друзья отправляются на поиски Цири. Ночью им снится общий сон, в котором каждый воочию видит свои страхи, и возможное будущее. Во сне к потерявшему все и всех Геральту является дух Эсси, и придает сил для борьбы. |                                                             |
| «Единорог»                                                  | Портал забросил девочку в самое сердце пустыни Карат. Без воды и пищи Цири трое суток брела наугад, и уже потеряв всякую надежду выжить, встретила единорога. Чудовище напало на него, единорог был ранен, и умирал. Цири убила монстра, но помочь единорогу не смогла, так как её дар, и её волшебная сила не подчинялась ей, она не умела лечить, её учили убивать и защищаться. Пытаясь спасти единорога, Цири призвала силу огня. В этот момент она отказывается от всего того, что было ей навязано воспитателями и опекунами. Теми, кто обещал помогать и обучать, защищать и поддерживать, просто быть рядом, но в трудную минуту оставил её один на один со смертью. Здесь происходит ломка личности ребёнка, её перерождение. В эту ночь в пустыне «умерла» девочка-«Ласточка», но «родилась» взрослая девушка — «соколица-Фалька». Сила огня смогла сделать то, чему не научили юную чародейку. Единорог был спасен, и вывел Цири к источнику воды. Следуя за единорогом Цири вышла из пустыни но попала в новую переделку. Девушка понимает, что она — владычица времени и может перемещаться во времени и пространстве. Пытаясь перенестись в нужное время и место, Цири попадает на временную спираль, которая, выбрасывает её в разных мирах, временах, но только не в том самом, таком нужном ей месте и времени. |                                                             |
| «Враг»                                                      | Тем временем Вильгефорц ставил новую ловушку. Зная, что предназначение не обойти, «Враг» решил его использовать, и «случайно» открыл своё местонахождение ищущей его Йеннифэр (которую к этому моменту расколдовали чародейки, с целью использования способностей Йеннифэр, для поиска Вильгефорца). Вильгефорцу нужно только схватить и удерживать её, а предназначение все сделает так, чтобы Цири нашла чародейку. |                                                             |
| «Башня Ласточки»                                            | Цири вошла в башню «Ласточки», и ступила на временную спираль, но никак не могла найти «свой мир» и «своё время» чтобы вернуться Чародей открыл своё местонахождение ищущей его Йеннифэр, что дало возможность Йеннифэр увидеть Вильгефорца в шаре.. Чародейка, не раздумывая, бросилась в логово врага, попав в расставленную ловушку. Она стала приманкой для Ведьмака и Цири. Маг отправляет Йеннифэр в темницу замка, заковав её в двимеритовые оковы, тем самым лишив её возможности колдовать. В это время Цирилла продолжает безуспешные попытки найти свой мир. Тем временем, Геральт выясняет местонахождение Вильгефорца и направляется в замок Рыс-Рун. Лютик, сознавая опасность и «бесперспективность» похода в логово Вильгефорца оставляет друзей. |                                                             |
| «Владычица Озера»                                           | Цири, перемещаясь по временной и пространственной спирали, оказывается в мире эльфов народа Ольх (Aen Elle), бежавших сюда во время войны с людьми, и ждавших от дочери «Старшей крови» исполнения ею и её ребёнком «Пророчества Итлины», обещавшего эльфам возврат на землю. Постоянно ошибаясь, попадая в чужие миры и времена Цирилла, с помощью друга — единорога, все же нашла заветное озеро и отправилась в нужное место и время. |                                                             |
| «Освобождение»                                              | Наконец Цири попадает на в замок Вильгефорца, втот момент, когда в него врываются Геральт, Регис и Кагыр. Идет жестокий бой — Кагыр и Регис мертвы. Убив несколько охранников и солдат, Цирилла врывается в зал чародея, где оказывается схваченной Вильгефорцем. Геральт находит и освобождает Йеннифэр, и вместе с чародейкой, врывается в зал Вильгефорца. Наступает момент решающего поединка — ведьмак против чародея. Геральт пропускает нацеленный в него и несущий неотвратимую гибель удар, но, когда, казалось бы уже все потеряно, ему на помощь приходит дух Эсси. Вильгефорц отвлекается на свет жемчужины Эсси на груди ведьмака ровно на секунду, но этого оказывается достаточно чтобы изменить ход событий. Цири и Йеннифэр возвращают свою способность колдовать и помогают Геральту, блокируя магические действия чародея. Вильгефорц погибает от меча Геральта. Все кончено. Злодей мертв. Но герои понимают, что победу над Вильгефорцем обеспечили не меч и не магия. Победила любовь. Любовь спасла мир, любовь спасла сначала маленькую и слабую Цири, а теперь сильную чародейку и ведьмачку Цириллу. Геральт и Йеннифэр не видят более смысла жить там, где они не могут быть вместе. Рука об руку они уходят в иной мир, в котором, может быть их и ждет то самое, долгожданное счастье… Цирилла, же, пройдя сквозь горнила судьбы, обрела не только силу. Она завоевала право на свободный выбор. Выбор своего пути. |                                                             |

## Творческая группа
- Композитор — Евгений Пронин
- Автор текста либретто — Евгений Пронин
- Сценарий — Евгений Пронин
- Режиссура — Евгений Пронин, Сергей Гуревнин — актёр труппы РОАМТ и режиссёр спектаклей в театрах Ростовской области (версия постановки в ОДНТ 2009 г.)
- Хореограф — Ольга Воронюк
- Грим — Людмила Дымкова, Ольга Воронюк
- Костюмы — мастерская театрального костюма Ростовского областного академического молодёжного театра, Анастасия Доманская
- Постановщики сценического боя — Вячеслав Майер, Антон Рыжков, Денис Липницкий.

### Исполнители
- Геральт — Вячеслав Майер (автор композиции «Это зря»)
- Йеннифэр — Людмила Дымкова
- Цирилла — Дарья Пронина
- Вильгефорц — Юрий Скляр
- Лара Доррен Аэп Шиаддаль — Ольга Струкова
- Эсси Давен — Мария Осадчая (автор композиции «Эсси»)
- Крегеннан из Леда — Олег Гончаров
- Эмиель Регис Рогеллек Терзиефф Годдфрой — Константин Ильин
- Кагыр Маур Дыффин аэп Кеаллах — Денис Липницкий
- Лютик — Михаил Папченков
- Элирена — Мария Барская
- Единорог — Михаил Пронин
- Эльфы :

Филипп Семёнов, Андрей Бондаренко, Елена Михеева.
- Люди :

Дмитрий Король, Евгений Рудаков, Антон Рыжков, Юрий Осадчий.
- Дриады :

Татьяна Стафеева, Наталья Стафеева, Анастасия Костина.
- Ростовский клуб шотландского танца «Tartan butterfly»

Ольга Потапова, Александра Переверзева, Эльвира Субботина, Илья Буленков, Павел Милюковский, Виктор Лобов.
| |  |  |  |  |
| Исполнители главных ролей (слева направо): Вячеслав Майер (Геральт из Ривии. Ведьмак), Дарья Пронина (Цирилла Фиона Элен Рианнон (Цири, Ласточка, Zireael), Людмила Дымкова (Йеннифэр из Венгерберга), Юрий Скляр (Вильгефорц из Роггевеена), Мария Осадчая (Эсси Давен) |  |  |  |  |

| |  |  |  |  |  |
| Исполнители ролей (слева направо): Ольга Струкова (Лара Доррен аэп Шиаддаль), Олег Гончаров (Крегеннан из Леда), Михаил Папченков (Юлиан Альфред Панкрац виконт де Леттенхоф, Лютик), Константин Ильин (Эмиэль Регис Рогеллек Терзиефф-Годдфрой), Денис Липницкий (Кагыр Маур Дыффин аэп Кеаллах), Михаил Пронин (Единорог) |  |  |  |  |  |

### Музыканты
Рок-опера исполняется на живых концертах группы «ESSE».
- Евгений Пронин — гитара
- Диана Багдасарян — клавишные
- Алексей Мудраков — барабаны
- Олег Кубраков — бас-гитара
- Мария Осадчая — скрипка
- Константин Ильин — гитара
- Юрий Воронюк — виолончель

## Музыка
«В данной рок-опере есть все, начиная от классической музыки и заканчивая death-metall». 
«Изначально наша музыка не была настроена на широкого потребителя. Её нужно послушать не один раз, чтобы она воспринялась». 
«Я не умею создавать простые для восприятия произведения,  Из того, что я делаю, обычной песни не получится. Непростой формат ориентирован даже не на сегодняшних, а на завтрашних зрителей» 
Вся музыка в рок-опере «Дорога без возврата», за исключением двух композиций, написана Евгением Прониным. Автором композиции «Эсси» является Мария Осадчая, композиции «Это Зря» — Вячеслав Майер. В аранжировке композиций приняли участие все музыканты состава группы «ESSE». Структура музыки в рок-опере основана на классических канонах симфонической музыки, с использованием музыкальных приемов свойственных различным музыкальным жанрам. Такая структура обусловлена необходимостью формирования узнаваемого музыкального образа для каждого действующего персонажа с учётом его личностных качеств, действий, развития героя в ключе событий сюжета. Для этого в структуре оперы в целом, и в построении отдельных композиций используются лейтмотивы — музыкальные темы героев сопровождающие их арии, действия, воспоминания. Музыкальные темы передают эмоции героев в свете происходящих событий, поэтому в разных фрагментах оперы они звучат по-разному. Это реализовано за счёт изменения темпа, тональности, и использования различных приемов звукоизвлечения в контексте событий, что превращает лейтмотивы героев, звучащие в музыке, в полноценный музыкальный диалог, окрашенный эмоциями и наполненный смыслом. Инструменты буквально «разговаривают» между собой отдельными фразами героев. Используются приемы тональных и гармонических связей с героями. Разнообразные приемы звукоизвлечения и звукоподражания, призваны раскрыть мысли и чувства персонажей оперы за счет использования риторических фигур, «повторяющих» когда-либо произнесенный текст. При этом звучит не менее сложный текст, полный аллюзий, аллегорий, метафор и эльфийского языка Сапковского. Лейтмотивные музыкальные темы присущи не только героям, но и событиям, явлениям (предназначение, война, страх, прощение), что характерно для классической оперы. Темы героев и лейтмотивы в опере взаимодействуют, сливаются, разрушаются и развиваются, формируя при этом музыкальные образы, которые призваны раскрыть и показать слушателю переживания героев и изменения их жизненных приоритетов.
Композиции в рок-опере имеют сложносоставную структуру. Каждая композиция имеет от 7 до 20 фрагментов в различной стилистике, с разным музыкальным размером в ритм секции и оркестровке, и соответственной сменой мелодии и гармонии. Для композиций вошедших в оперу в целом не характерна традиционная для песен концептуальных альбомов структура с припевами и куплетами. Все композиции в опере построены с общей динамикой от начала к концу в пределах композиции, и с общей тенденцией музыкального усиления от увертюры к финалу. Ключевой позицией авторов «Дороги без возврата» является использование приемов эмоциональной окраски музыки, свойственных различным музыкальным жанрам, для создания соответствующей сценарию эмоциональной и смысловой окраски музыки. При этом авторы использовали как традиционные для классической музыки принципы композиции, так и «лёгкость» джазовой школы импровизации, и эмоциональную яркость свойственную современной рок-музыке.
Действие рок-оперы происходит в вымышленном мире, близком к реальному Средневековью, поэтому временная локализация реализована и в музыке. Широко представлены элементы фолка, в аранжировке используются соответствующие средневековой стилистике партии скрипки, виолончели, флейты, мандолины, клавесина и других музыкальных инструментов характерных для описываемого времени. В качестве музыкальной основы рок-оперы принят doom, power metal, прогрессивный рок, эмоциональная насыщенность которых создаёт атмосферу тревожности и возвышенности, тоски и героики, ужаса войны и злобы человека. В опере акцентировано симфоническое звучание струнных, духовых инструментов, и классического рояля, что создаёт традиционное для симфонии звучание, а сложность структуры прогрессивного рока создаёт базу для реализации лейтмотивной насыщенности и сложной музыкально-смысловой структуры свойственной композициям «ESSE».
При аранжировке композиций рок-оперы музыкантами широко используются эффекты обработки звука, современные синтезаторы. В звукоряд включены звуки битвы, семплы звуков природы, лошадиное ржание и т. д. Это создаёт дополнительную «атмосферность» музыки, и подчеркивает происходящие события. Вокальные партии в рок-опере исполняются вокалистами от лица своего героя, и имеют структуру арий. Авторский текст в либретто оперы не привязан к конкретному герою и исполняется хором вокалистов группы «ESSE». Часть авторского текста исполняется вокалистами исполняющими роли духов Эсси Давен, Лары Доррен, Крегеннана из Леда. В хоровых фрагментах рок-оперы широко используются многоголосие, хоровые каноны, контрапункт, и другие приемы хорового пения.

## Постановка
" На сцене рыцари и эльфы, колдуны и вампиры. Идет борьба за девочку - принцессу Цириллу. От того, останется ли она свободна или попадет в руки великому колдуну, зависит судьба мира..."
 «К тому моменту когда фэнтези-рок-опера была практически написана, и автор, и участники проекта осознали – на достигнутом останавливаться нельзя. Для полноценного действа необходима сценическая постановка «Дороги без возврата».». 
В постановке рок-оперы используются различные театральные приемы. В том числе: сценический бой, постановочные бои на мечах и других видах средневекового оружия..
Для реализации на сцене эпизодов битв и фехтовальных номеров, прописанных в сценарии, группа с 2008 года сотрудничает с ростовскими клубами исторического фехтования «Венсен» и «Серебряный единорог». В постановке сценического боя акцент делается на реалистичности и бугуртности фехтования, но не в ущерб свойственной для арт-фехтования артистичности приемов. Постановка сценического боя также включает элементы рукопашного боя и восточных единоборств
Костюмы актёров изготовлены мастерской сценического костюма Ростовского областного молодёжного академического театра. Часть костюмов разработана мастером Анастасией Доманской. В постановке боевых сцен используются муляжи средневекового оружия, доспехов. Участникам группы Олегом Гончаровым и Филиппом Семеновым изготовлены сценические декорации.
В марте 2009 года состоялись предпремьерные показы рок-оперы в ростовском клубе «Бас-Бочка». На этих концертах «Дорога без возврата» была представлена с начальной сценической постановкой. 14 ноября 2009 года состоялась премьера театральной постановки рок-мюзикла «Дорога без возврата» на сцене Ростовского Областного Дома Народного Творчества (ОДНТ). Эта постановка была реализована в сотрудничестве с режиссёром РоАМТ — Сергеем Гуревниным. При работе над постановкой, либретто рок-оперы было дополнено диалогами героев вне текста композиций. В сценографии появились новые эпизоды, введены дополнительные персонажи (бард — Лютик, Вампир — Эмиэль Регис, рыцарь Нильфгаардец — Кагыр Аэп Кеаллах, эльфы, чародеи, чудовища, дриады, единорог, и другие герои). В этой версии постановки сценография «Дороги без возврата» пополнилась танцевальными номерами, реализованными силами Ростовского клуба Шотландского танца «Tartan Butterfly». Хореография реализована руководителем клуба — Ольгой Воронюк. Танцевальные номера в постановке основаны на исторических и шотландских, классических средневековых, и современных танцах. В постановке композиции «Шаэрраведд» танец эльфов имеет ритуальный характер, и включает элементы фехтования.
В сценографии широко используются световые и звуковые спецэффекты. Участниками и друзьями группы разработаны и изготовлены «магические» шары, сценический костер, оружие чародеев. Декорации меняются между сценами и включают не только задники, но и сложные объемные сценические конструкции. В постановке участвуют находящиеся на сцене музыканты группы «ESSE», что позволяет зрителю не потерять ощущение живого концерта.
В 2010 году состоялась новая премьера обновлённой постановки рок-оперы. Режиссирование было осуществлено Евгением Прониным. Постановка включила более 70 новых сценических эпизодов, танцев, боев, диалогов. В Рок-оперу вошли новые композиции написанные Марией Осадчей (сцена «Эсси») и Вячеславом Майером (Сцена «Это Зря»). Постановка была привязана к разработанным Виталием Мешаловым и Юрием Осадчим «магическим» порталам.

## Видеоверсии постановки

### Концертная видеоверсия
Концерт «ESSE» 14 ноября 2009 года в ОДНТ был снят на видео специалистами ростовских телеканалов (видеооператоры Руслан Хамчиев, Юрий Ляшко, Юрий Завязкин, Павел Вихрев). Эти видеоматериалы стали основой концертной видеоверсии рок-оперы. Видеомонтаж осуществлен Евгением Прониным. Полная концертная видеоверсия опубликована на официальном сайте группы «ESSE» в 2009-2012 гг. Видеоматриалы концертной видеоверсии были использованы для концертного видеоклипа на композицию «Башня Чайки» 2010 года.

### Сценическая видеоверсия
10 апреля 2010 года в ростовском ОДНТ группа «ESSE» представила обновлённую постановку рок-оперы, включающую две новых сцены.
Концерт «ESSE» 10 апреля 2010 года был снят видеооператорами ростовских телеканалов: Русланом Хамчиевым, Юрием Ляшко, Юрием Завязкиным, Павлом Вихревым. Эти видеоматериалы стали основой для монтажа сценической видеоверсии рок-оперы. Режиссура и видеомонтаж осуществлен Евгением Прониным с участием студии «Объектив». Полная сценическая видеоверсия опубликована на официальном сайте группы «ESSE», официальном сайте Анджея Сапковского и ведущих тематических интернет порталах в 2011-2012 гг См.ссылки. Видеоматриалы этого концерта были использованы в фильме-мюзикле «Дорога без возврата» .

В 2013 рок-опера была зкранизирована. 
.

## Рок симфония
«Дорога без возврата» также была записана и опубликована в формате рок-симфонии на DVD- приложении общероссийским тематическим журналом «Мир фантастики» в ноябре 2012 года. В этой версии практически нет партий героев, но сделан акцент на симфонической оркестровке, струнных и клавишные инструментах. .

## Интересные факты
- Анджей Сапковский дал хорошую оценку рок-опере в интервью на фестивале «International Comic Books and Games Festival 2016» в Лодзи[39]
- Все костюмы и бутафория — от меча до цветочка в венке эльфа — сделаны и сшиты на собственные средства участников.[40]
- На основе «Дороги без возврата» аспиранткой РГК им. С. В. Рахманинова Вероникой Шатан написана дипломная работа по теме «Самодеятельная рок-опера XXI века, как явление в современной музыке»[41]. В настоящее время пишется диссертационная работа по этой теме[28].[42].
- В связи со сложностью и большой стоимостью организации сценической постановки шоу, а также в связи с большим количеством участников, «Дорога без возврата» пока исполняется только на её родине в городе Ростов-на-Дону.
- За время работы над рок-оперой среди участников группы появились две новые семьи. Это семьи Юрия Воронюка и Ольги Потаповой, а также Юрия Осадчего и Марии Рябых.[28].
- Порталы
  - Использующиеся в постановке магические порталы разработаны Юрием Осадчим, Виталием Мешаловым и Филиппом Семеновым. Порталы работают на специально созданных инженером Алексеем Осадчим микропроцессорах, полный цикл работы портала — 12 шагов в определённом алгоритме.[28]
  - Для каждого портала использовано по 300 светодиодов, ультрафиолетовые лампы, высокомощные прожекторы, дым-машины. Для изготовления порталов потребовалось более 100 м2 ткани.[28]
  - Механизм открывания двери портала реализован с помощью электродвигателя и привода стеклоочистителя автомобиля ВАЗ-2106.[28].
  - Один из порталов используется в качестве символа клетки для души Эсси Давен[27].
- Каждый из чародеев-главных героев имеет персональный светящийся магический шар «своего» цвета.[27] Шары разработаны и изготовлены Виталием Мешаловым и Юлией Мельниковой.
- В «башне» Вильгефорца (зона на сцене слева (возвышение) используется специально разработанная Алексеем Осадчим подсветка. Хаотическое свечение трёх цветов регулируется микропроцессором по уникальному алгоритму[27].
- Конструкция ушей эльфов за время работы над постановкой мюзикла трижды менялась.
- Все участники постановки, актёры и музыканты участвуют в работе над постановкой безвозмездно.
- У группы нет репетиционной базы и возможности проведения сценических репетиций. Репетиции проводятся дома у автора рок-оперы[43].
- В книге Павла Мамонтова — «Разведчик» (Издательство AST. 2014)[44] использованы тексты композиций из рок-оперы «Дорога без возврата».[45]

## Отличия оперы от книги
- В сценарий не вошли многие значимые персонажи и события саги.[27]
  - Эмгыр Вар Эмрейс
  - Бонарт
  - Трисс Меригольд
  - Банда «Крыс»
- В сценарий не вошли последние главы книги.[27]
- В опере не акцентируется «ведьмачья» сторона личности Геральта, упор сделан на философской составляющей этого и других персонажей.